# Velvet Kiss
Velvet Kiss (ベルベット・キス Berubetto Kisu?) es un manga japonés escrito por Chihiro Harumi y publicado por Takeshobo en la revista Vitaman. Se han publicado cuatro volúmenes.
En enero de 2012 fue autorizada la distribución de la impresión en inglés por Digital Manga's imprint Project H.

## Trama
Shin Nitta queda endeudado repentinamente, su agente de préstamos le dice que puede evitar pagar la deuda si él mantiene la "compañía" de cierta mujer. Con el tiempo, él aprende que eso no es tan fácil como lo pensaba.
La relación entre Shin Nitta y Kanoko comienza mal. Al principio Nitta solo ve a Kanoko como una niña mimada quien no puede cuidar de nadie que no sea ella. Al principio, Nitta solo hacía mandados y mantenía a Kanoko satisfecha. Pasado el tiempo, Nitta pronto descubre partes de la vida de Kanoko que la llevaron a su egocentrismo y aislamiento.
Más adelante se descubre que la madrastra/tía de Kanoko estuvo detrás de la muerte de su madre así como de la enfermedad de su padre. Fue también la tía de Kanoko quien causó la deuda de 80 millones de yenes de Nitta por lo que ella puede usarlo para sacar a Kanoko de la compañía de su padre.
Al final de la serie, Kanoko y Nitta se han enamorado el uno del otro. Pero desde que Kanoko tomó control de la compañía de su padre, ella no podría estar con Nitta entonces ambos acuerdan que Kanoko debe concentrarse en sus nuevas responsabilidades. Tres años y medio más tarde, Nitta ha comenzado un nuevo trabajo y Kanoko ha tomado control de la compañía de su padre. Su tía ha sido arrestada por sus crímenes. Nitta y Kanoko se encuentran solo para descubrir que Kanoko tiene que viajar al extranjero para ayudar al negocio familiar a crecer. Kanoko le propone a Nitta ir con ella al extranjero pero él se niega, alegando que su lugar está en Japón y él apenas está comenzando su carrera en su nuevo trabajo. Considerándolo todo, ellos separan sus caminos alegando que esperarán por el otro, así Kanoko le dice "See you later" a Nitta.

## Personajes
Shin Nitta (新田 信 Nitta Shin?)
Un hombre de negocios de aproximadamente treinta años de edad, quien tiene poca suerte con las mujeres, es seducido por una mujer quien pretende amarlo por órdenes de Yoriko. La chica lo emborracha y le hace firmar un acuerdo de préstamo por alrededor de 80 millones de yenes. Su agente de préstamos le dice que él puede congelar el préstamo por tanto tiempo como él sea "amigo" de una chica. Se revela que es una chica llamada Kanoko. Al principio, él la ve como una niña mimada pero después se enamora de ella.
Kanoko Kikuchiya (菊池屋 花乃子 Kikuchiya Kanoko?)
Una chica rica a la que Shin fue asignado. Kanoko es una persona solitaria que pertenece a una familia rica, tiene un padre y una madrastra, Yoriko. Primero, su relación con Shin solo aparenta ser una relación forzada, Kanoko toma ventaja de la deuda para mandar a Shin a hacer sus mandados. Sin embargo, esto cambia cuando Shin aprende sobre su infancia, y estrecha lazos con Kanoko. Kanoko se vuelve adicta al sexo, por influencia de sus otros amigos.
Yoriko Kikuchiya (菊池屋 依子 Kikuchiya Yoriko?)
Madrastra de Kanoko quien controla el aspecto comercial del hospital Kikuchiya. Ella aparenta ser amable y preocuparse por Kanoko pero esto es solo una fachada; ella es una mujer manipuladora quien resulta ser la que le causó a Nitta su deuda. Yoriko está teniendo una aventura con uno de los doctores del hospital.